# Circondario di Rottweil
Il circondario di Rottweil è uno dei circondari dello stato tedesco del Baden-Württemberg.
Fa parte del distretto governativo di Friburgo in Brisgovia.

## Storia
Il distretto risale al Oberamt Rottweil, che è stato creato nel 1806-1808, quando la città libera di Rottweil entrò a far parte Württemberg. Nel 1934 è stato rinominato in Landkreis (circondario).
Durante la seconda guerra mondiale, una serie di campi di concentramento nazisti, noti collettivamente come KZ Schörzingen-Rottweil-Zepfenhan, si trovavano nella zona.
Nel 1973 isono stati aggiunti diversi comuni dei distretti Horb, Wolfach, Hechingen e Villingendorf.

## Geografia
Il distretto si estende su parte delle montagne della Foresta Nera e del Giura Svevo.

## Città e comuni
(Abitanti il 31 dicembre 2022)
| Città 1. Dornhan (6 238) 2. Oberndorf am Neckar (14 662) 3. Rottweil (25 513) 4. Schiltach (3 764) 5. Schramberg (21 125) 6. Sulz am Neckar (12 724) | Distretti amministrativi 1. Dunningen (6 579) 2. Oberndorf (14 662) 3. Rottweil (25 513) 4. Schiltach (3 764) 5. Schramberg (21 125) 6. Sulz (12 724) 7. Villingendorf (3 412) | Comuni 1. Aichhalden (4 286) 2. Bösingen (3 394) 3. Deißlingen (6 328) 4. Dietingen (4 291) 5. Dunningen (6 579) 6. Epfendorf (3 273) 7. Eschbronn (2 095) 8. Fluorn-Winzeln (3 171) 9. Hardt (2 546) 10. Lauterbach (2 892) 11. Schenkenzell (1 912) 12. Villingendorf (3 412) 13. Vöhringen (4 590) 14. Wellendingen (3 385) 15. Zimmern ob Rottweil (6 413) |